# (17968) 1999 JX46
A (17968) 1999 JX46 a Naprendszer kisbolygóövében található aszteroida. A LINEAR projekt keretében fedezték fel 1999. május 10-én.